# 浅田均
浅田 均（あさだ ひとし、1950年〈昭和25年〉12月29日 - ）は、日本の政治家。日本維新の会所属の参議院議員（2期）、参議院国家基本政策委員長、日本維新の会常任役員・顧問・参議院会長。
大阪府議会議員（5期）、大阪府議会議長（第107代）、大阪維新の会政調会長、（旧）日本維新の会政務調査会長、日本維新の会政務調査会長を歴任した。

## 来歴
大阪府大阪市城東区生まれ。大阪市立今福小学校、大阪市立放出中学校、大阪府立大手前高等学校、京都大学文学部哲学科卒業。アメリカ合衆国スタンフォード大学大学院修士課程修了。その後NHK、経済協力開発機構に勤務した。
1999年、大阪府議会議員選挙に城東区選挙区から立候補し、初当選を果たした。
2004年、大阪府議会警察常任委員長に就任。
2005年、自由民主党大阪府議団政務調査会長に就任（2006年まで）。
2007年の大阪府議会議員選挙では、自民党府議団副幹事長の職にありながら、選挙公約に「地域政党（ローカルパーティ）の設立」を掲げた。
2008年、自民党大阪府議団幹事長に就任（2009年まで）。
2009年10月、自民党大阪府議団を離脱し、大阪府議会に会派「自由民主党・ローカルパーティー」を結成。
2010年4月、大阪維新の会府議団を結成し、代表に就任する。同月19日には、地域政党「大阪維新の会」の結党に参加し、代表に橋下徹大阪府知事、幹事長に松井一郎大阪府議会議員、政調会長には浅田が就任した。この時に作成された「大阪再生マスタープラン」には、「（大阪）府市統合」「広域行政の一元化」等、従来から浅田が主張してきた政策が盛り込まれている。
2011年5月、第107代大阪府議会議長に選出された。同時に大阪市会では大阪維新の会所属の大内啓治が、堺市議会では大阪維新の会所属の馬場伸幸が議長に選出され、大阪府・大阪市・堺市の各議会の議長を大阪維新の会所属の議員が独占した。
2012年4月、維新政治塾が発足し、同塾の運営を担当。
2012年5月、大阪府議会議長に再任。なお、従来は議長は1年で交代する慣例が存在し、副議長の横倉廉幸（大阪維新の会）はこの慣例に従い、退任した。
2012年8月、浅田の起草による維新八策が、日本維新の会の党綱領に採択された。
大阪府議会議長を3期3年務めていたが、大阪府市法定協議会会長の職務に専念するとして、2014年5月に議長を退任（後任議長は岡沢健二）。
2014年9月21日、所属する日本維新の会が結いの党と合流し、維新の党となったことに伴う新たな党役員人事の結果、浅田は同党の政調会長代行に就任することとなった（会長は柿沢未途）。
2015年、維新の党の分裂によりおおさか維新の会に参加。同党政調会長に就任した。
2016年7月の第24回参議院議員通常選挙に大阪府選挙区より立候補し、大阪維新の会の大阪府議（堺市南区選出の府議を除く）と大阪市城東区選出の市議が選挙対策本部として支え、同党の第2位で当選した。
2019年1月より、同党国会議員団政調会長を兼務。
2021年11月、党政調会長を退任し、参議院会長に就任。
2022年7月10日、第26回参議院議員通常選挙にて、3位で再選。

## 政策・主張

### 憲法
- 憲法改正について、2022年のNHK、毎日新聞社のアンケートで「賛成」と回答[15][16]。
- 9条改憲について、2022年の毎日新聞社のアンケートで「改正して、自衛隊の存在を明記すべきだ」と回答[16]。9条への自衛隊の明記について、2022年のNHKのアンケートで「賛成」と回答[15]。
- 憲法を改正し緊急事態条項を設けることについて、2022年のNHKのアンケートで「賛成」と回答[15]。

### 外交・安全保障
- 敵基地攻撃能力を持つことについて、2022年のNHKのアンケートで「賛成」と回答[15]。
- 普天間基地の辺野古移設について、2022年の毎日新聞社のアンケートで「どちらかと言えば賛成」と回答[16]。
- ロシアは2022年2月24日、ウクライナへの全面的な軍事侵攻を開始した[17]。日本政府が行ったロシアに対する制裁措置についてどう考えるかとの問いに対し、2022年のNHKのアンケートで「適切だ」と回答[15]。同年の毎日新聞社のアンケートで「制裁をより強めるべきだ」と回答[16]。
- 2022年6月7日、政府は経済財政運営の指針「骨太方針」を閣議決定した。NATO加盟国が国防費の目標としている「GDP比2%以上」が例示され、防衛力を5年以内に抜本的に強化する方針が明記された[18]。「防衛費を今後どうしていくべきだと考えるか」との問いに対し、2022年のNHKのアンケートで「大幅に増やすべき」と回答[15]。
- 徴用工訴訟問題や慰安婦問題などをめぐり日韓の対立が続くなか、関係改善についてどう考えるかとの問いに対し、2022年の毎日新聞社のアンケートで「韓国政府がより譲歩すべきだ」と回答[16]。

### ジェンダー
- 選択的夫婦別姓制度の導入について、2022年のNHKのアンケートで「賛成」と回答[15]。
- 同性婚を可能とする法改正について、2022年のNHKのアンケートで「賛成」と回答[15]。
- クオータ制の導入について、2022年のNHKのアンケートで「どちらかと言えば賛成」と回答[15]。

### ローカル・パーティ
- 2008年2月、大阪府知事に当選して間もない橋下徹は、大阪府議選における浅田の選挙公約にあった「ローカル・パーティ」に目を留め、この言葉の意味を尋ねた。橋下の質問に対し、浅田は「自民であれ、民主であれ、既存政党は何事も東京の本部で決めて地方はそれに従う構造になっている。地方の意向が反映されない党運営をしている。国の分権化には政党の分権化も必要だ。そのためにはローカル・パーティという形がいい」と述べ、橋下も強い関心を示した[3]。

- 浅田が地域政党（ローカル・パーティ）の構想を発案したきっかけは1999年大阪市長選挙および2000年大阪府知事選挙に遡る。当時大阪市長選に立候補した元大阪市助役の磯村隆文、大阪府知事選に立候補した元通産官僚の太田房江は、いずれも自由民主党の推薦を受けていたが、それにも関わらず相反する政策を掲げていた。大阪では当時から「府市あわせ」という言葉に象徴されるような二重行政が課題とされていたが、これへの対応策として太田は府が大阪市を吸収する「大阪新都構想」を、磯村氏は大阪市が府から独立する「スーパー政令市制度」を主張し、両者の掲げる政策は相容れないものであった[3]。この状況を見かねた浅田は「対立する両者を自民党本部が同時に推薦するのはおかしい」と主張したが、党本部は「地域で決めてもらうより仕方がない」と回答しはしたものの、結局は推薦決定権を党本部が持ったままで地方の側（大阪府連）はそれに口出しができないままであった[3]。これを受け、浅田は「地域課題については地方が独自に決められるようにすべきだ。中央と地方の関係は、本部と支部という関係ではなく、それぞれの地域で独立している支部の連合体に再構成する必要がある」と考えるようになり、それがやがて「地域政党」の構想へ発展した[3]。

### Colabo問題に対する追及
- 浅田はColabo問題に関して、2023年1月27日に国会の代表質問で、Colaboが年4557万円で委託を受けている「若年被害女性等支援事業」に関する監査には、「行政改革として関連する事業を包括的に見直す必要性が強く示唆される」と強調した[19]。また、Colaboへの事業委託そのものに関しても、代表の仁藤夢乃が同事業の基本方針を論議した厚生労働省主管の検討会メンバーであり、今も「困難な問題を抱える女性への支援」に関する有識者会議の委員であることから、仁藤による「所属する団体への利益誘導とも考えられる」と指摘した[19]。

その際、日本共産党の議員らが激高し、「本会議でやることか!」「品がないよ!」といった激しいヤジが共産党席から飛んだ。さらに、翌日の共産党機関紙『しんぶん赤旗』でも、浅田の言及を「国会議員が特定の女性支援団体とその代表者に対して『利益誘導』などと攻撃することは極めて異常」「浅田氏の質問は、インターネット上で行われているデマや誹謗中傷を止めるどころか、助長するもの」として、浅田を非難した。

### その他
- アベノミクスについて、2022年の毎日新聞社のアンケートで「評価するが、修正すべきだ」と回答[16]。
- 「原子力発電への依存度を今後どうするべきか」との問題提起に対し、2022年のNHKのアンケートで「下げるべき」と回答[15]。
- 国会議員の被選挙権年齢の引き下げについて、2022年の毎日新聞社のアンケートで「賛成」と回答[16]。
- 2016年の米国大統領選挙について「ドナルド・トランプとヒラリー・クリントンのどちらを支持するか」との問いに対し、2016年の毎日新聞社のアンケートで「どちらとも言えない」と回答[20]。
- 2016年2月8日、高市早苗法務大臣は、放送局が政治的公平性を欠く放送を繰り返した場合、電波法に基づき電波停止を命じる可能性に言及した[21]。安倍晋三首相は2月15日の衆議院予算委員会で野党の批判に反論し、高市の発言を擁護した[22]。政府の姿勢をどう思うかとの問いに対し、2016年の毎日新聞社のアンケートで「問題とは思わない」と回答[20]。
- JT完全民営化法案に賛成[23]。

## 騒動・論争

### 大阪都構想に関する発言
大阪維新の会と日本維新の会の看板政策の一つである大阪都構想について、都構想が実現した際には、「大阪だけでなく周辺10市くらいを合併し、尼崎や西宮を越えて神戸まで特別区にしたい」と発言し、「東京に対決する強烈な自治体」としての「グレーター大阪」を作るべきだとする持論を展開した。同県の人口密集地である神戸・阪神地域（神戸市・西宮市・尼崎市・三田市・伊丹市・宝塚市・川西市・芦屋市・猪名川町）が大阪都に組み込まれてしまう場合、播磨・但馬・丹波・淡路の各地域が取り残されてしまい、人口が約327万人（令和元年時点）減少してしまうことや、大阪という名前がつくことにより神戸・阪神地域のブランド力やイメージが低下してしまうという重大な欠点がある。そのため、兵庫県民からは「大阪のことなら大阪だけでやれ」「神戸が、大阪と一緒になるなんて嫌。大阪だけで決めるな。」と怒りの声が噴出した。また、兵庫県知事井戸敏三と神戸市長矢田立郎が激しく批判するとともに、対立候補からの「伊丹を大阪の植民地にしてはいけない」「宝塚を大阪の一部にしない」という反発をまきおこした。結果、伊丹・宝塚両市長選は日本維新の会に反対する現職の圧勝であり、日本維新の会の候補者は惨敗した。

## 人物
- 日本維新の会結党前、浅田はしばしば永田町で各党の事務所を回り、大阪維新の会の方針を的確に説明して回っていた。その際の説明の仕方が理路整然としたものであったといわれており、このことが浅田に維新の知恵袋、頭脳の浅田といった異名を与えるほど、頭脳派のイメージを見せつけたとされている[2][5]。
- 大阪維新の会代表の橋下徹大阪市長が「スターで発信力の橋下」、幹事長の松井一郎大阪府知事が「武闘派で度胸の松井」「政局の松井」と評されたのに対し、浅田は「頭脳の浅田」「政策の浅田」と評された（2012年時点）[2]。
- 父・浅田貢も大阪府議会議員で、父の地盤を引き継いだ二世議員である。そのため、「圧倒的に頭はいいが、指導力に欠ける」という評価もある[5]。
- スタンフォード大学大学院への留学や経済協力開発機構に勤務していた経験から、英語、ドイツ語、フランス語の3ヶ国語が堪能[2][5]。ただし、通常のパーティー等でのスピーチでも英語やフランス語を用いて「空気が読めていない」「自意識過剰の学者タイプで、政治家じゃない」等、辛辣な評価を受ける一面もある[5]。
- 公明党の白浜一良副代表兼党関西方面議長との太いパイプがある[2]。これは白浜が京都大学文学部哲学科で、浅田の3年先輩に当たり、政治談義のみならず、文学の趣味や哲学感でも話が合うからであるといわれている[2]。また、このことから日本維新の会と公明党の太い絆を紡いでいるのは、浅田であると見る向きもある[2]。
- 2012年4月、維新政治塾が始動した。浅田はこの政治塾の運営を任されている[5]。

## 所属団体・議員連盟
- 日中友好議員連盟（事務局次長）[25][26]

## 選挙歴
| 当落 | 選挙                     | 執行日         | 年齢 | 選挙区             | 政党             | 得票数     | 得票率 | 定数 | 得票順位 /候補者数 | 政党内比例順位 /政党当選者数 |
| ---- | ------------------------ | -------------- | ---- | ------------------ | ---------------- | ---------- | ------ | ---- | ------------------ | ---------------------------- |
| 当   | 1999年大阪府議会議員選挙 | 1999年4月11日  | 48   | 大阪市城東区選挙区 | ーー             | ーー票     | ーー   |      | /                  | /                            |
| 当   | 2003年大阪府議会議員選挙 | 2003年4月13日  | 52   | 大阪市城東区選挙区 | 自由民主党       | 2万3515票  | 41.43% | 2    | 1/3                | /                            |
| 当   | 2007年大阪府議会議員選挙 | 2007年4月8日   | 56   | 大阪市城東区選挙区 | 自由民主党       | 2万4260票  | 41.81% | 2    | 1/3                | /                            |
| 当   | 2011年大阪府議会議員選挙 | 2011年4月10日  | 60   | 大阪市城東区選挙区 | 大阪維新の会     | 2万9731票  | 45.46% | 2    | 1/4                | /                            |
| 当   | 2015年大阪府議会議員選挙 | 2015年4月12日  | 64   | 大阪市城東区選挙区 | 大阪維新の会     | 3万696票   | 47.26% | 2    | 1/3                | /                            |
| 当   | 第24回参議院議員通常選挙 | 2016年07月10日 | 65   | 大阪府選挙区       | おおさか維新の会 | 72万7495票 | 19.50% | 4    | 2/9                | /                            |
| 当   | 第26回参議院議員通常選挙 | 2022年07月10日 | 71   | 大阪府選挙区       | 日本維新の会     | 59万8021票 | 16.01% | 4    | 3/18               | /                            |

## 脚註
1. 1 2 3  大阪維新の会との二重党籍
2. 1 2 3 4 5 6 7 8  “【橋下維新の参謀】“橋下新党の頭脳”浅田均氏は元ＮＨＫ” (日本語). ZAKZAK 2025年8月9日閲覧。
3. 1 2 3 4 5 6   日経クロステック（xTECH） (2012年10月2日). “第124回 地域政党「大阪維新の会」とは何か（上）”. 日経クロステック（xTECH）. 2025年8月9日閲覧。
4. 1 2  「【激動！橋下維新】大阪府議会　維新議長続投、公明副議長就任へ　衆院選にらみ関係深まる」『MSN産経west』。2025年8月9日閲覧。
5. 1 2 3 4 5 6 7  “「船中八策」の起草者 大阪維新の会 浅田均って何者？”. 現代ビジネス (2012年3月10日). 2025年8月9日閲覧。
6. ↑  “橋下氏「維新八策は公約ではない」　党綱領と位置付け”. 日本経済新聞. (2012年9月10日) 2012年12月25日閲覧。
7. ↑  “「維新八策」衆院定数半減を明記　最終案まとまる”. 日本経済新聞. (2012年8月31日) 2012年12月25日閲覧。
8. ↑  維新の党 執行役員 維新の党公式HP 2014年9月23日閲覧
9. ↑  “維新の党結党大会 「野党再編進める」”. NHKニュース. (2014年9月21日) 2014年9月21日閲覧。
10. ↑  「維新の党、結党時から国家観などで距離感…　再編に水差す各党“お家事情”」『MSN産経ニュース』。2025年8月9日閲覧。
11. ↑  “浅田均府議を参院大阪選挙区に擁立へ　おおさか維新の会：朝日新聞デジタル” (日本語). 朝日新聞デジタル 2025年8月9日閲覧。
12. ↑  産経新聞 (2016年6月15日). “【関西の議論・参院選】〝美人市議の乱〟「レクサス」で沈む？ 維新２人目に元政敵擁立で不協和音…自民は「裏切り者に負けられない」（4/5ページ）”. 産経新聞：産経ニュース. 2025年8月9日閲覧。
13. ↑  “維新、国会議員団副代表に下地幹郎氏”.   産経新聞 (2019年2月1日). 2019年2月6日閲覧。
14. ↑  “維新・馬場幹事長、共同代表に 幹事長は衆院当選2回の藤田氏”. 共同通信. (2021年11月30日) 2021年11月30日閲覧。
15. 1 2 3 4 5 6 7 8 9 10  “選挙区 大阪”. 候補者アンケート - 参院選2022.   NHK. 2022年6月27日閲覧。
16. 1 2 3 4 5 6 7  “浅田均 維新 大阪”. 第26回参院選.   毎日新聞社. 2022年6月28日閲覧。
17. ↑  “ロシアが全面侵攻開始、ウクライナは自国を防衛＝クレバ外相”.  ロイター (2022年2月24日). 2022年2月28日閲覧。
18. ↑  川田篤志、柚木まり (2022年6月8日). “防衛費や子ども関連費倍増も　財源検討は参院選後に先送り　政府が「骨太方針」閣議決定”. 東京新聞 2022年6月27日閲覧。{{cite news}}:  CS1メンテナンス: 先頭の0を省略したymd形式の日付 (カテゴリ)
19. 1 2 3 4  正人, 乾 (2023年2月3日). “【大手町の片隅から】なぜ共産党は激高するのか コラボ問題の国会質問に 乾正人”. 産経新聞：産経ニュース. 2025年8月9日閲覧。
20. 1 2  “2016参院選 お維 大阪 浅田均”. 毎日新聞.  オリジナルの2016年6月27日時点におけるアーカイブ。 2022年7月5日閲覧。{{cite news}}:  CS1メンテナンス: 先頭の0を省略したymd形式の日付 (カテゴリ)
21. ↑  “高市総務相発言 「電波停止」　波紋広げる理由とは”. 毎日新聞. (2016年2月11日) 2022年7月5日閲覧。{{cite news}}:  CS1メンテナンス: 先頭の0を省略したymd形式の日付 (カテゴリ)
22. ↑  “【衆院予算委】安倍首相、電波停止「民主党政権で同じ答弁」”. 産経新聞. (2016年2月15日) 2022年7月5日閲覧。{{cite news}}:  CS1メンテナンス: 先頭の0を省略したymd形式の日付 (カテゴリ)
23. ↑  “第204回国会　日本維新の会 提出予定 議員立法” (2021年1月29日). 2022年6月26日閲覧。
24. ↑  “維新が新構想、「兵庫の東部」も大阪都に 神戸市民は猛反発「一緒になるなんて嫌！」”. J-CASTニュース. (2013年4月5日) 2013年4月5日閲覧。
25. ↑  産経新聞 (2024年8月28日). “訪中した日中友好議員連盟の国会議員…自民の二階氏、公明の北側氏、立民の岡田氏ら”. 産経新聞：産経ニュース. 2024年8月29日閲覧。
26. ↑  “27日～29日、日中友好議連（二階俊博会長）が、5年ぶりの訪中（その１） | こくた恵二site”. www.kokuta-keiji.jp. 2024年8月31日閲覧。